# Hieracium eurycarenum
Hieracium eurycarenum es una especie de planta con flor del género Hieracium, de la familia Asteraceae, orden Asterales.

## Distribución
Hieracium eurycarenum se distribuye por Noruega.

## Taxonomía
Fue descrita científicamente por Johanss. ex Omang.
Tratamiento taxonómico
La especie aparece registrada y publicada en Nyt Mag. Naturvidensk.